# 第53屆廣播金鐘獎
第53屆廣播金鐘獎（英語：53rd Golden Bell Awards  / 53rd GBA）是2018年臺灣傳媒業界的年度盛事之一，以表揚2018年度傑出的臺灣廣播從業人員。廣播金鐘獎頒獎典禮於2018年（民國107年）9月29日在臺北市國父紀念館舉行，由侯昌明與楊月娥擔任主持人。

## 播放平台
| 頻道            | 所在地區 | 播出日期      | 播出時間                                            | 備註         |
| --------------- | -------- | ------------- | --------------------------------------------------- | ------------ |
| 三立電視        | 臺灣     | 2018年9月29日 | 17:00 - 19:00（星光大道） 19:00 - 00:00（頒獎典禮） | 電視現場直播 |
| Vidol           | 臺灣     | 2018年9月29日 | 17:00 - 19:00（星光大道） 19:00 - 00:00（頒獎典禮） | 網路平台直播 |
| Hami Video      | 臺灣     | 2018年9月29日 | 17:00 - 19:00（星光大道） 19:00 - 00:00（頒獎典禮） | 網路平台直播 |
| YouTube金鐘頻道 | 海外     | 2018年9月29日 | 17:00 - 19:00（星光大道） 19:00 - 00:00（頒獎典禮） | 網路平台直播 |
| 金鐘53APP       | 臺灣     | 2018年9月29日 | 17:00 - 19:00（星光大道） 19:00 - 00:00（頒獎典禮） | 網路平台直播 |
| 飛揚調頻        | 臺灣     | 2018年9月29日 | 17:00 - 19:00（星光大道） 19:00 - 00:00（頒獎典禮） | 電台直播     |

## 過程
- 文化部影視及流行音樂產業局主辦。
- 三立電視承辦，三立都會台、三立綜合台、三立戲劇台、三立國際台、公視主頻[1]直播頒獎典禮。
- 廣播、電視金鐘獎頒獎典禮現場司儀由飛碟電台DJ歐馬克擔任，兼任廣播金鐘入圍影片旁白，電視金鐘入圍影片旁白則由鍾瑶、王仁甫擔任。
- 本屆廣播金鐘獎報名時間為2018年4月12日～2018年5月3日
- 本屆廣播金鐘獎特別獎推薦時間為2018年4月12日～2018年6月4日
- 2018年8月22日公布廣播金鐘獎入圍名單。

## 入圍暨得獎名單
下列之標記為該獎項得獎者。

## 評審名單
| 邢子青 |
| 特別獎主任委員 |
| 袁光麟 |
| 評審委員 |
| 王正、王俐容、石元娜、呂培元、李明威、李惠仁、李惠貞、邢子青、林協忠、金智娟、柯亭竹、柯智豪、孫積祥、袁光麟、馬志剛、康文炳、張四十三、張怡琪、陳宏津、陳金讚、陳瑞凱、陶曉清、馮季眉、馮喬蘭、黃兆徽、黃威融、黃韻玲、黃鵬仁、葛如鈞、詹偉雄、賈培德、廖婉池、劉專真、劉增鍇、盧建彰、謝佩霓、鍾適芳、羅小雲、温慕垚 |

## 外部連結
- 第53屆廣播電視金鐘獎官方網站 （页面存档备份，存于）
- YouTube上的2018第53屆電視金鐘獎頒獎典禮現場LIVE直播.2019第54屆 廣播電視金鐘獎 2019 54th Golden Bell Awards.2018-10-06
- 107年度廣播金鐘獎入圍名單 （页面存档备份，存于）.文化部影視及流行音樂產業局.2018-08-22
- 107年度廣播金鐘獎得獎名單 （页面存档备份，存于）.文化部影視及流行音樂產業局.2018-09-29